# Joseph Liouville
Joseph Liouville (Saint-Omer, 24 marzo 1809 – Parigi, 8 settembre 1882) è stato un matematico francese.

## Biografia
Figlio di un militare sopravvissuto alle campagne di Napoleone Bonaparte e stanziatosi a Toul nel 1814, si diplomò all'École Polytechnique. Successivamente iniziò l'École nationale des ponts et chaussées, senza però ottenere il diploma per motivi di salute e per aver maturato una inclinazione alla carriera accademica piuttosto che ingegneristica. Dopo alcuni anni come assistente in diversi istituti, nel 1838 è nominato professore all'École polytechnique.
Oltre al suo talento matematico, Liouville mostrava notevoli capacità organizzative. Fonda il Journal de Mathématiques Pures et Appliquées, molto reputato ancora oggi. Fu il primo a leggere i lavori inediti di Évariste Galois, a pubblicarli nel suo giornale nel 1846, e a riconoscerne l'importanza. Liouville fu anche impegnato politicamente per un breve periodo: membro dell'assemblea costituente nel 1848, la abbandonò dopo una sconfitta elettorale nel 1849.

## Opere
Liouville ha pubblicato in diversi ambiti della matematica, tra cui la teoria dei numeri, l'analisi complessa, la geometria differenziale, e anche in fisica matematica e persino in astronomia. Resta ancora celebre il teorema di Liouville, risultato oggi ampiamente studiato in analisi complessa. Nella teoria dei numeri fu il primo a dimostrare l'esistenza di numeri trascendenti con una costruzione che fa uso delle frazioni continue. Troviamo un teorema di Liouville anche in meccanica hamiltoniana.